# Диско

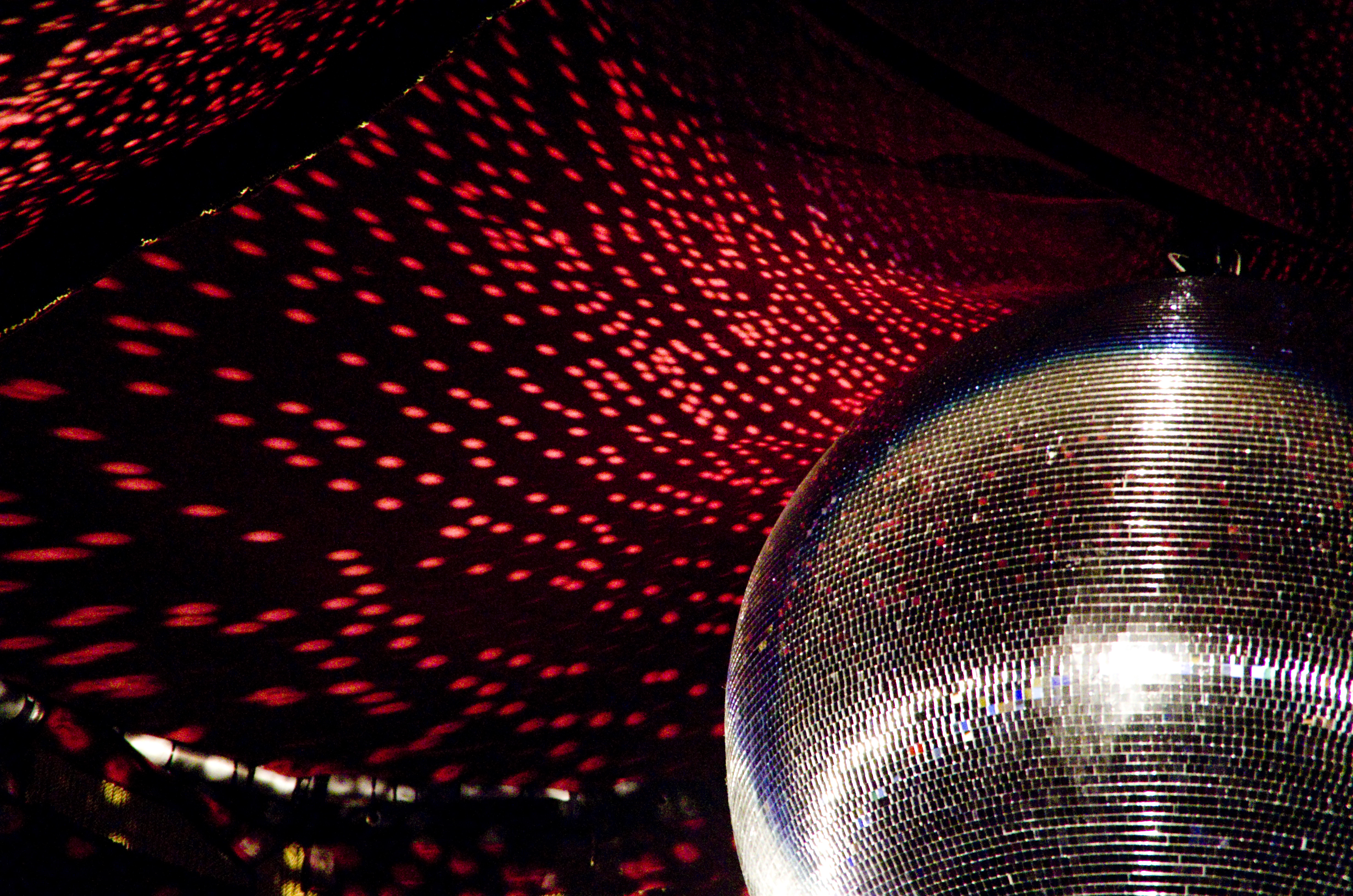
Зеркальный шар, украшающий потолки многих дискотек и ставший символом диско. (Zelt-Musik-Festival 2015 в городе Фрайбург-им-Брайсгау

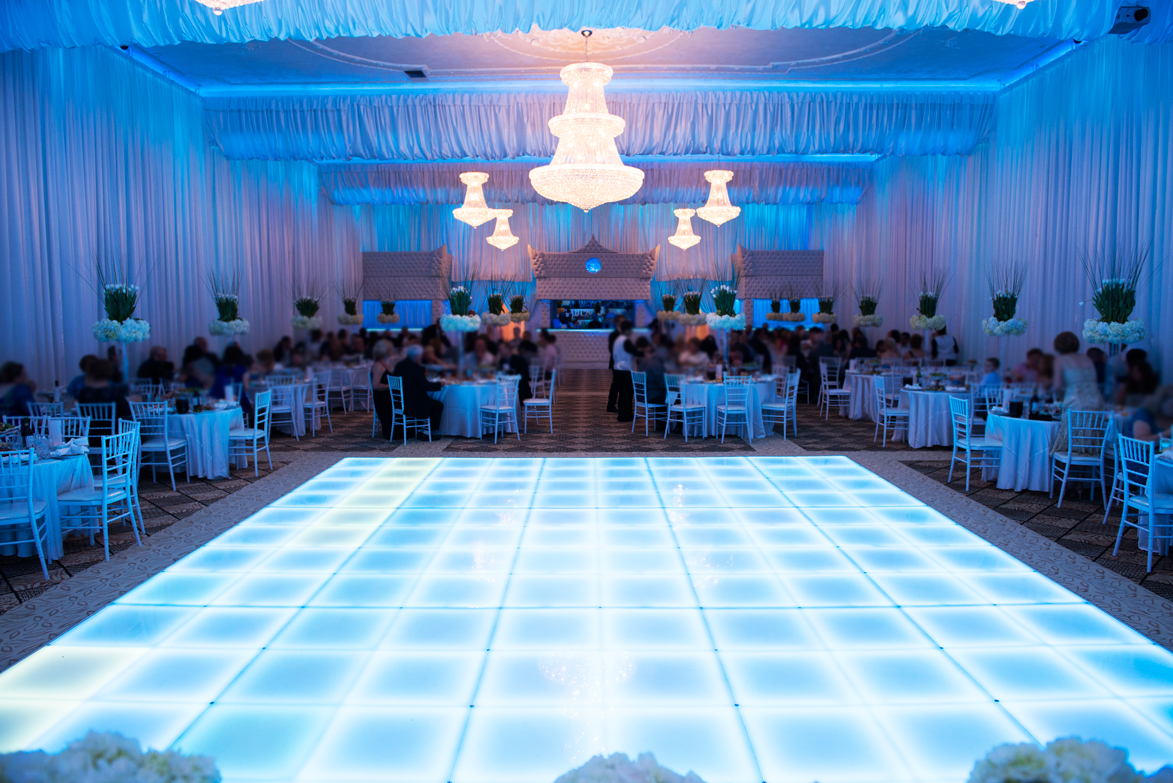
Светящийся танцпол, подобный показанному в фильме Лихорадка субботнего вечера

Ди́ско (англ. disco, дословно — «дискотека») — один из основных жанров танцевальной музыки XX века, возникший в начале 1970-x годов.

## Возникновение и развитие
Иногда диско считают танцевальной разновидностью фанка и соул, в которой ритм построен на одинаковом и частом такте ударных с доминирующей ролью клавишных и вокала.
По мнению же С. Короткова, одним из прообразов диско стала сальса.
Для музыки «диско» характерны яркие мелодии с подчёркнуто танцевальными ритмическими оборотами, непритязательные тексты, музыкальный размер 4/4 с акцентом на каждую из долей и темп около 120 ударов в минуту. Музыканты, исполняющие диско, обычно выступали в броских и ярких костюмах, а сами выступления сопровождались красочными световыми эффектами.
Название жанра произошло от слова «диск» либо как сокращение от французского слова discotheque (дискотека), которое изначально обозначало «хранилище дисков», а затем — заведения, где воспроизводилась музыка с грампластинок, в отличие от традиционных клубов, где исполнители играли вживую.
К раннему диско относят записи соул-исполнителей Айзека Хейза и Барри Уайта. В качестве претендента называться первым диско-треком разные источники[какие?] называют «Soul Makossa» Ману Дибанго (1972)., «One Night Affair» Джерри Батлера (1972), «Rock The Boat» The Hues Corporation (1973), «Rock Your Baby» Джорджа Маккрея (1974) и «Kung Fu Fighting» (1974) от Biddu And Carl Douglas. Первая статья о диско в прессе появилась в сентябре 1973 в журнале Rolling Stone, а в 1974 запущено первое радиошоу, посвящённое этой музыке.
Пик популярности диско-музыки пришёлся на 1976—1981 годы. В 1976—1979 годах композиции в стиле «диско» составляли более 70 % музыкальных изданий и эфирного времени на радио. В этот период диско-музыка стала разнородной по своей структуре, появились такие поджанры, как «диско-фьюжн», «филадельфийский соул», «мюнхенское звучание», «итало-диско» и др.
В дальнейшем, благодаря распространению электронных музыкальных инструментов, выделились такие подстили, как «евродиско» и «спейс-диско».
Колоссальную роль в популяризации «диско-культуры» сыграл голливудский фильм «Лихорадка субботнего вечера», вышедший в 1977 году, где заключительный танец Траволты из этого фильма стал символом стиля диско.
Диско почти одновременно развивалось в США и Европе. Для американского диско характерно звучание, близкое к фанку и соулу, в то время как европейское диско тесно переплеталось с традиционной эстрадой и общими тенденциями поп-музыки.
В большинстве песен диско струнно-смычковые, духовые инструменты, электрическое пианино и электрические гитары создают сочное и отполированное звучание. Оркестровые инструменты, такие как флейта, часто используются в качестве солирующих инструментов, в отличие от электрогитары, солирующей в рок-музыке. С развитием технологий многие исполнители стали включать в аранжировку электронные инструменты, например, синтезаторы.
Диско как музыкальное явление связывают с деятельностью ряда артистов, ансамблей и продюсеров, в числе которых — Глория Гейнор, Донна Саммер, Village People, Джорджо Мородер, Жан Моралли, Нил Богарт, Марк Серрон, Фредди Перен.
Донна Саммер — первая певица, синглы которой в течение одного года четыре раза поднимались на вершину хит-парада «Billboard Hot 100», пятикратная обладательница премии «Грэмми» — по праву носила титул «королевы диско».
Продюсеры, работающие за кулисами, играли в развитии стиля диско равную с исполнителями, если даже не бо́льшую, роль в создании диско-музыки, так как они сочиняли песни и создавали инновационные методы производства, которые были частью звука диско.
Из композиторов, сочинявших в жанре диско, можно отметить Джорджо Мородера, Дидье Маруани, Бебу Сильветти, Алека Р. Костандиноса.
По словам музыкального критика Пьеро Скаруффи, феномен диско-движения распространился необычайно быстро, потому что «коллективный экстаз» диско был освободительным и регенеративным, и привёл к свободе слова и самовыражения.
Многие исполнители других жанров записывали танцевальные диско-композиции в разгар популярности стиля.
Однако уже в начале 1980-х годов, в связи с развитием техники звукозаписи и звуковоспроизведения[прояснить] и снижением продаж грампластинок, диско стало терять популярность.
На данный момент диско является последним массовым движением поп-музыки.

## Евродиско
Во второй половине 70-х годов в Европе под влиянием диско и поп-музыки возникает стиль евродиско.
Согласно А. Шоу, истоки евродиско частично американские: в 1975 году гости на вечеринке у Нила Богарта, владельца фирмы Casablanca Records, несколько раз просили повторить четырёхминутную запись имитации оргазма под музыку, сделанную в Мюнхене неизвестным тогда итальянским композитором Д. Мородером в сотрудничестве с негритянкой из Бостона Д. Саммер. Впечатлённый реакцией своих гостей, Богарт немедленно заказал более длинный вариант оргазма, и вскоре 17-минутная композиция англ. Love to Love You, Baby известила мир о появлении евродиско (и запустила карьеры Саммер и Мородера).
Основным отличием новой музыки стала её примитивность, позволившая людям, не обладающим хорошими танцевальными навыками легко следовать ритму:
Главная проблема с американским ритм-н-блюзом до появления диско состояла в том, что необходимо было быть хорошим танцором, чтобы танцевать под эту музыку. Для большинства белых это было слишком сложно. И мы её упростили. Первым делом я спрямил басовую линию и сделал на ней максимальное ударение. Я думаю, что «Love to Love You, Baby» была первой песней, где большой барабан и бас на всём протяжении отбивали каждую долю: раз-два-три-четыре — и только.
Д. Мородер
Евродиско быстро стало доминировать как на европейском, так и на североамериканском рынках, уже к 1977 году диско в Америке стало напоминать европейское, а очевидная до того связь с ритм-н-блюзом исчезла. Проникли в Америку и другие отличия евродиско: фокус на продюсере при анонимности музыкантов, концентрация на внешности исполнителя, которая стала столь же важной, как и музыка, если не более. Примером может служить популярная группа Boney M.: продюсер сначала создал популярную песню, ещё не имея группы, и только потом начал подбирать «лица» к уже готовой музыке.
Представителями стиля являются Silver Convention, Boney M., Munich Machine, и некоторые американские исполнители, как Донна Саммер. Одними из влиятельнейших продюсеров того времени признаны Джорджо Мородер, Фрэнк Фариан и Жан-Марк Серрон, также отмечено влияние немецкой группы Kraftwerk.
В Великобритании одним из первых диско-хитов стала композиция Карла Дугласа «Kung-Fu Fighting» (1974), за нею последовали «I’m On Fire» (1975) группы «5000 Volts» и «You Set My Heart On Fire» (1975) певицы Тины Чарльз. В Германии в стиле диско экспериментировала певица Gilla, выпустившая в 1975 году танцевальные композиции «Lieben Und Frei Sein» и «Tu' Es!» Однако, только благодаря германской группе Silver Convention стиль диско начал своё победоносное шествие по европейским танцполам; первой композицией Silver Convention была «Save Me» (1974), а композиция «Fly, Robin, Fly» (1975) стала № 1 в США.
Во Франции одним из первых диско-хитов стала песня «J’attendrai» (1975) в исполнении Далиды. В итоге во Франции была создана своя школа диско: в 1976 году появились группы Belle Epoque и Rockets, а в 1977 году — Voyage (наиболее известные композиции этой группы — «From East To West» (1977) и «Souvenirs» (1978)). Ещё одна французская группа «Chocolat’s» к 1977 году перешла в стиль латино-диско. Также во Франции записывалась звезда шведского диско Madleen Kane. В 1976 году в жанре диско начал писать французский композитор египетского происхождения Алек Р. Костандинос. Костандинос написал ряд песен и делал аранжировку для первого музыкального альбома группы Cerrone «Love in C Minor», однако спустя год их пути разошлись. В 1977 году Костандинос создал свою диско-группу Love & Kisses. В Италии яркими представителями раннего диско 70-х были певица Amanda Lear и группы D.D.Sound и La Bionda, которые, впрочем, записывались в Германии.
В странах Восточной Европы в жанре диско отметились немногие, но довольно яркие коллективы и певцы.
В Венгрии песни диско исполняли Юдит Сюч, Кати Ковач, группы Neoton Família и Kati és a kerek perec;
в Чехословакии — Михал Давид, группы Kroky, Talisman, Elan;
в Польше — трио Dwa Plus Jeden;
в СССР — Алла Пугачёва, а также ВИА «Здравствуй, песня», «Красные маки», «Верасы» и другие.

### Итало-диско
Этот жанр возник в Италии в начале 1980-х годов.

### Спейс-диско
Ещё один поджанр, возникший под влиянием диско на спейс-рок второй половины 1970-х во Франции и Германии. Выражается танцевальной интонацией евродиско (от 100 до 120 ударов в минуту), чаще синтезированной драмбоксом 808, на который накладывается тяжёлая Moog синтезация с периодическим участием пианино, саксофона или электрической гитары. Вокалы редки и большую часть времени передаются через вокодер (характеристика, позднее присущая итало-диско и нью-вейв движению).
Больше всего представлен группами Space и Zodiac.
Признан наиболее известным поджанром диско в СССР и ОВД.

## В культуре
- х/ф Слава Богу, сегодня пятница (1978)
- х/ф Последние дни диско (1998)
- х/ф Лихорадка субботнего вечера (1977)